# Stamlijn Carvin - Libercourt
De Stamlijn Carvin - Libercourt was een Franse spoorlijn van Carvin naar Libercourt. De lijn was 5 km lang en heeft als lijnnummer 285 600.

## Geschiedenis
De lijn werd aangelegd door de Compagnie des mines de Carvin en geopend op 1 april 1865. Reizigersverkeer werd opgeheven in 1950. Goederenvervoer is daarna in fases stilgelegd tussen 1962 en 1991.

## Aansluitingen
In de volgende plaatsen was er een aansluiting op de volgende spoorlijnen:
Carvin
RFN 285 000, spoorlijn tussen Hénin-Beaumont en Bauvin-Provin
lijn tussen Pont-de-Sallaumines en Carvin
Libercourt
RFN 272 000, spoorlijn tussen Paris-Nord en Lille

## Elektrische tractie
De lijn werd in 1935 geëlektrificeerd met een spanning van 700 volt. In 1940 werd de bovenleiding weer verwijderd.